# الفحص السمعي الشامل لحديثي الولادة
الفحص السمعي الشامل لحديثي الولادة (اختصارًا UNHS)، والمعروف أيضًا باسم الكشف المبكر عن السمع والتدخل ( EHDI )، هي برامج تهدف إلى تحديد الأطفال الصغار والرضع الصم أو ضعاف السمع والتدخل معهم ومتابعتهم. بدون التعرض للغة في السنوات الأولى من الحياة، سيكون لدى الأطفال صعوبة في تطوير مهارات اللغة. تؤدي برامج الفحص إلى التشخيص المبكر وتحسين نتائج اللغة.
ويستخدم طرق الاختبار، عادةً الانبعاث الصوتي الأذني (OAE) أو استجابة جذع الدماغ السمعية التلقائية (AABR)، لفحص الأطفال حديثي الولادة. تستغرق هذه الاختبارات ما بين 10 إلى 20 دقيقة لإجرائها ويمكن إجراؤها بعد اليوم الأول من الحياة لمن يبلغ عمرهم الحملي 34 أسبوعًا على الأقل. غالبًا ما يتم استخدام OAE في البداية، متبوعًا بـ AABR في حالة وجود مخاوف. وقد يتبع ذلك بعد ذلك إجراء اختبار تشخيصي. الهدف بشكل عام هو فحص الأطفال قبل بلوغهم شهرًا واحدًا من العمر ووضع العلاج بحلول ستة أشهر من العمر. تكون نتائج الفحص إيجابية كاذبة في حوالي 2% من الحالات.
يعد الفحص السمعي الشامل لحديثي الولادة إلزاميًا في العديد من البلدان المتقدمة. في الولايات المتحدة، أوصت المعاهد الوطنية للصحة بإجراء فحص شامل لجميع الأطفال حديثي الولادة في عام 1993. في السابق كان العمر النموذجي عند التشخيص حوالي 2 إلى 3 سنوات. وعلى هذا النحو، كان أداء الأطفال الذين يولدون بفقدان السمع أسوأ تاريخيًا من الناحية التعليمية، مع ضعف مهارات اللغة والأداء الاجتماعي. عند التشخيص المبكر؛ ومع ذلك، تكون النتائج مماثلة لتلك التي تحدث مع السمع الطبيعي. اعتبارًا من عام 2012، أصبحت برامج الفحص الشاملة غير شائعة في البلدان النامية.

## ملخص
يستلزم تحقيق أقصى قدر من الفعالية في الحد من التأخر النمائي وتعزيز مهارات التواصل والتعليم والنمو الاجتماعي أن يتبع الكشف المبكر عن فقدان السمع تدخلات ملائمة وفي الوقت المناسب. تتراوح التدخلات المقدمة للأطفال الذين يعانون من فقدان السمع الخلقي الدائم بين الأجهزة التي تعمل على تضخيم الصوت، والأجهزة التي تحل محل وظيفة الأذن الداخلية التالفة، ووسائل التواصل، بما في ذلك اللغة المنطوقة، ولغة الإشارة، والكلام الموجَّه.
يعتمد اختيار التدخلات على درجة وسبب فقدان السمع، وإمكانية الوصول، والقدرة على تحمل التكاليف، واختيار الأسرة. ولكي تكون هذه التدخلات فعالة، ينبغي أن تكون ملائمة، وفي التوقيت المناسب، ومتمحورة حول الأسرة، وأن تُنفَّذ من خلال نهج تعاوني متعدد التخصصات، يضمن إمكانية الوصول إلى المختصين الذين يمتلكون المؤهلات المهنية، والمعرفة، والمهارات المتخصصة لدعم وتعزيز النتائج المثلى للنمو والتطور. تَشْمَلُ العناصر الأساسية لضمان أفضل النتائج للأطفال الذين يعانون من فقدان السمع ما يلي:
- أجهزة السمع، مثل أجهزة السمع، وزراعات الأذن الوسطى أو القوقعة ؛
- تكنولوجيا المساعدة السمعية، مثل أنظمة FM/الراديو وأنظمة الحلقة؛
- العلاج لتطوير اللغة المنطوقة، مثل العلاج السمعي اللفظي، والكلام الموجه، والعلاج السمعي الشفهي؛
- تطوير التواصل غير اللفظي، مثل لغة الإشارة (انظر أيضًا لغة الإشارة الأمريكية ).

توجد برامج EHDI في العديد من البلدان، بما في ذلك الولايات المتحدة، والمملكة المتحدة، وأستراليا، ونيوزيلندا، وأغلبية البلدان المكونة للاتحاد الأوروبي. تُؤيِّد اللجنة المشتركة الأمريكية لسمع الرضّع الأهداف التي تهدف إلى تعظيم كفاءة اللغة والتواصل، وتنمية مهارات القراءة والكتابة، وتعزيز الرفاهية النفسية والاجتماعية، حيث تنص على ما يلي:
1. يجب أن يخضع جميع الأطفال حديثي الولادة لفحص السمع باستخدام التدابير الفسيولوجية قبل مغادرتهم المستشفى، على ألا يتجاوز ذلك الشهر الأول من العمر.
2. يجب أن يحصل جميع الأطفال الذين لم يجتازوا الفحص على تشخيص سمعي مناسب في موعد أقصاه ثلاثة أشهر من العمر.
3. يجب إحالة جميع الأطفال الذين تم تحديدهم على أنهم صمّ أو ضعاف السمع في إحدى الأذنين أو كلتيهما إلى خدمات التدخل المستهدفة والمناسبة في أقرب وقت ممكن بعد التشخيص، على ألا يتجاوز ذلك ستة أشهر من العمر.
يعتمد فحص السمع عند حديثي الولادة على طرق تقييم موضوعية، تشمل استخدام (ABR) أو (OAE) الآلي، أو كليهما، سواء في الإجراءات الأولية أو في إعادة الفحص.

### معدلات فقدان السمع الخلقي
يُعَدُّ فقدان السمع عند الأطفال حديثي الولادة أحد أكثر العيوب الخلقية والاضطرابات الحسية شيوعًا، ويمكن أن ينجم عن مجموعة متنوعة من الأسباب. وقد أشارت الأبحاث إلى أن معدل انتشار فقدان السمع الدائم الكبير بين حديثي الولادة يتراوح بين 1 إلى 2 لكل 1000 ولادة حية في الولايات المتحدة.يُمَكِّنُ هذا الفحص من اكتشاف العديد من أشكال فقدان السمع الخلقي، والذي قد ينجم عن أسباب وراثية، أو المؤثرات البيئية أثناء الحمل، أو المضاعفات الصحية التي تحدث بعد الولادة بفترة وجيزة.حددت الدراسات القائمة على السكان في أوروبا وأمريكا الشمالية انتشارًا ثابتًا لحوالي 0.1% من الأطفال الذين يعانون من فقدان السمع بما يزيد عن 40 ديسيبل، وذلك من خلال مراجعة السجلات الصحية أو التعليمية، أو كليهما. كما أشارت دراسات دولية أخرى، تعتمد على أساليب أو معايير مختلفة، إلى تقديرات أعلى. وفي الولايات المتحدة، أظهرت الدراسات مجموعة واسعة من التقديرات لعدد الأطفال الذين يعانون من فقدان السمع اعتمادًا على الفئة العمرية المبلغ عنها، والنوع، والدرجة، والتردد، والانحراف، وطريقة التأكد (على سبيل المثال اختبار السمع، تقرير الوالدين، مراجعة السجلات). أظهرت بيانات قياس السمع للمراهقين الذين تتراوح أعمارهم بين 12 و19 عامًا والتي تم الحصول عليها من خلال المسح الوطني للصحة والتغذية (NHANES) أن 3% إلى 5% من المراهقين يعانون من فقدان السمع بمقدار 25 ديسيبل أو أكثر و15% إلى 20% يعانون من فقدان السمع بأكثر من 15 ديسيبل.

### دراسات بحثية
توصلت الدراسات إلى أن التشخيص والتدخل المبكر للأطفال الذين يعانون من فقدان السمع يسهمان في تطوير مهارات التواصل بشكل أفضل. كما أظهر الباحثون أن الأطفال الذين يعانون من فقدان السمع والذين يستوفون إرشادات التعرف المبكر والتدخل الحالية كانوا أكثر عرضة لامتلاك مفردات محسنة مقارنةً بالأطفال الذين لم يستوفوا هذه الإرشادات. ركزت مشاريع البحث الممولة على تحسين قضايا عملية EHDI بما في ذلك تحسين معدلات LFU / LTD من خلال زيارات فحص شهادة النساء والرضع والأطفال ( WIC ). واستكشاف التقنيات التي يمكن دمجها في الاختبارات الكهربية الفيزيولوجية لتسهيل تشخيص فقدان السمع عند الأطفال حديثي الولادة، دون استخدام التخدير.
أبلغ الباحثون عن العديد من الموضوعات، بما في ذلك تقييم الفحص والتشخيص للأطفال الذين يعانون من فقدان السمع أحادي الجانب وثنائي الجانب، وتأثير فقدان السمع والأمراض المصاحبة، وخطر فقدان السمع على المدى الطويل لدى الأطفال المولودين بفيروس تضخم الخلايا.

## منهجية الفحص
تحدث عملية الفحص الفعلي للجلسة غالبًا على مرحلتين، حيث يتم فحص الأطفال باستخدام الانبعاثات الصوتية الأذنية (OAE) أو استجابة جذع الدماغ السمعية الآلية (AABR). لا يخضع الأطفال الذين يجتازون الاختبار لأي تقييم إضافي، بينما يُحال الأطفال الذين يفشلون في الفحص الأولي إلى تقييم فحص ثانٍ باستخدام OAE أو AABR. وعند فشلهم في التقييم الثاني، يتم إرسالهم إلى التقييم التشخيصي لسمعهم.
تختلف الإجراءات حسب المنطقة والبلد، لكن معظمها تتبع هذا المبدأ الأساسي. كما يختلف الموظفون المسؤولون عن الفحص، ففي بعض المناطق يتم الاعتماد على أخصائيي السمع، بينما تستعين برامج أخرى بالفنيين أو الممرضات أو المتطوعين. أما في البلدان التي تفتقر إلى الموارد المالية والبشرية الكافية لتنفيذ فحص السمع، فقد لجأت البرامج المجتمعية إلى استخدام استبيانات بسيطة تعتمد على السلوك لتحديد الأطفال الذين يعانون من فقدان السمع، إلا أن نجاحها لا يزال محدودًا.

### فحص السمع المستهدف
يصف فحص السمع المستهدف لحديثي الولادة العملية التي يتم من خلالها فحص مجموعة فرعية محددة فقط من السكان، مثل الرضع في وحدة العناية المركزة لحديثي الولادة أو الذين لديهم عوامل خطر لفقدان السمع. وعلى الرغم من أن اللجنة المشتركة الأمريكية لسمع الرضع (JCIH) قد أقرت هدف الكشف الشامل عن الرضع الذين يعانون من فقدان السمع في عام 1994، إلا أنها عدَّلت وحافظت على دور عوامل الخطر العالية المحددة، كما ورد في بيانات موقفها السابقة (1973 و1982 و1990).

## النجاحات
تسعى برامج فحص السمع الشاملة لحديثي الولادة إلى تحقيق معدلات تغطية عالية (مشاركة)، حيث يستهدف العديد منها فحص الأطفال بحلول شهر واحد من العمر، واستكمال عملية التشخيص للأطفال المحالين بحلول ثلاثة أشهر من العمر، وبدء خدمات التدخل بحلول ستة أشهر من العمر.
قامت البرامج القضائية الأمريكية في بداية التسعينيات بفحص أقل من 3% من جميع الأطفال حديثي الولادة للكشف عن فقدان السمع في الولايات والأقاليم. جمعت البيانات من الولايات والأقاليم خلال السنوات الأولى من EHDI (1999-2004) عبر الاستطلاعات التي أجراها مديرو برامج النطق والسمع في وكالات الصحة والرفاهية الحكومية، وُجِّهت هذه البيانات إلى برنامج EHDI التابع لمراكز السيطرة على الأمراض والوقاية منها للمشاركة والاستفادة منها. ابتداءً من عام 2005، حصلت مراكز السيطرة على الأمراض والوقاية منها على البيانات عبر استطلاع معتمد من مكتب الإدارة والميزانية، أُرسل إلى مديري برنامج EHDI. وفي عام 1999، قدَّرت 22 ولاية قضائية أن أقل من نصف جميع الرضع (46.5%) خضعوا لفحص فقدان السمع، ثم ارتفعت النسبة تدريجيًا إلى 80.1% في عام 2005، و85.4% في عام 2007، و98.0% بحلول عام 2009. زاد عدد الأطفال الصم وضعاف السمع الذين تم التعرف عليهم في وقت مبكر من حياتهم في الولايات المتحدة بشكل مطرد، حيث بلغ 855 في عام 2000، ثم ارتفع إلى 2634 في عام 2005، وأخيرًا وصل إلى 6337 في عام 2016.

## التحديات
يُمثل تحقيق الأهداف "1-3-6" بالإضافة إلى تقليل "الخسارة بسبب المتابعة" (حيث لا يعود الطفل للمرحلة التالية من العملية) أحد التحديات الرئيسية لبرامج فحص السمع عند الأطفال حديثي الولادة. وأكدت اللجنة المشتركة لسمع الأطفال (الولايات المتحدة) أن هذه المشكلة تُعدّ تحديًا كبيرًا في برامج الفحص الحكومية داخل الولايات المتحدة وغيرها من الولايات القضائية. ويُعتبر قياس الخسارة في المتابعة خطوةً أساسيةً لفهمها وتقليلها.
يخضع أكثر من 95% من الأطفال الرضع في الولايات المتحدة حاليًا لفحص السمع، مما يجعل التحديات المتبقية تتركز على ضمان إجراء التقييم التشخيصي في الوقت المناسب للأطفال الذين لا يجتازون الفحص، بالإضافة إلى ضمان إلحاقهم ببرامج التدخل المبكر في حال تشخيصهم بفقدان السمع. وفي عام 2005، كان أكثر من 60% من الأطفال الذين لم يجتازوا الفحص النهائي أو الأخير مفقودين من المتابعة/مفقودين من التوثيق (LFU/LTD). قد يكون بعض هؤلاء الرضع قد خضعوا لتقييمات سمعية، إلا أن نتائجهم لم تُبلَّغ إلى برنامج EHDI (أي التقييم غير الموثق). وبحلول عام 2007، انخفضت نسبة الإصابة بمتلازمة لويزيانا/متلازمة نقص المناعة المكتسبة (LFU/LTD) بين الأطفال الذين لم يجتازوا الفحص النهائي أو الأخير إلى حوالي 46%، ثم إلى 35% في عام 2011. وفي عام 2016، بلغت نسبة LFU/LTD للتشخيص 25.4% (ن = 16522)، في حين وصلت نسبة الالتحاق بالتدخل المبكر في وحدات الرعاية الأولية/وحدات الرعاية الأولية المحدودة إلى 19.6% (ن = 1239).
استمرت التحديات التي تواجه فحص السمع عند الأطفال حديثي الولادة لأكثر من ثلاثة عقود. يغفل فحص حديثي الولادة وحده عن فقدان السمع بعد الولادة، سواء كان تقدميًا أو مكتسبًا، كما يصعُب تحديد العدوى أثناء الولادة، وتستمر المخاوف بشأن الحواجز التنظيمية والخصوصية حتى يومنا هذا. يفقد العديد من الأطفال الرضع أثناء المتابعة، وتواجه العديد من الأسر تحدي التنقل بين أنظمة الرعاية المنسقة، التي تمتد من القطاع الصحي إلى المجال التعليمي، وتتطلب التعامل مع وكالات متعددة.

## تاريخ
نشر إريك ويدنبرج في عام 1956 إحدى أقدم المقالات التي توثق استخدام الفاحصين لشوك الرنانة، وأصوات الإيقاع، وأنابيب النغمة، وأجراس البقر لفحص قدرة الأطفال حديثي الولادة على السمع. وأوضح المؤلف أنه "حتى وقت قريب، لم يكن من الممكن إجراء اختبارات سمعية موثوقة إلا بعد بلوغ الطفل سن 6-7 سنوات".
رائدة ماريون داونز، المعروفة بمودة باسم "أم طب السمع للأطفال"، في عام 1963 برنامج فحص السمع للأطفال في المستشفى الأول في دنفر، كولورادو، مستخدمةً قياس السمع بالملاحظة السلوكية (BOA). وثّق العديد من المراقبين المستقلين ردود فعل مثل وميض العين و/أو الدهشة عند تعريض الرضع لتحفيز يتضمن عرض النطاق الضيق (90 ديسيبل) والضوضاء البيضاء (93 (dB)). وفي منشورها لعام 1964، تم تحديد حالات فقدان السمع المشتبه بها، رغم وجود خلافات كبيرة بلغت 26% بين المراقبين.
قادَت ماريون في عام 1969 الجهود الرامية إلى تشكيل اللجنة المشتركة لسمع الأطفال (JCIH)، بهدف توفير القيادة والتوجيه متعدد التخصصات في جميع جوانب قضايا السمع لدى الأطفال حديثي الولادة والرضع.
قررت اللجنة المشتركة الدولية للصحة في بيان موقفها لعام 1971 أن نتائج برامج الفحص كانت غير متسقة ومضللة، وعلى الرغم من إدراكها للحاجة الملحة للكشف المبكر، أوصت بوقف الفحص السمعي السلوكي الروتيني للأطفال حديثي الولادة. وفي عام 1973، أوصت اللجنة بإجراء تقييم سمعي للرضع الذين لديهم عوامل خطر محددة فقط (خمسة عوامل: التاريخ العائلي؛ العدوى الخلقية أثناء الولادة؛ عيوب الأذن أو الأنف أو الحلق؛ انخفاض الوزن عند الولادة <1500 جرام؛ ارتفاع بيليروبين الدم).
أُضيف في عام 1982 عاملان جديدان إلى عوامل الخطر (التهاب السحايا الجرثومي واختناق الولادة، بما في ذلك درجات أبغار المنخفضة)، وشملت التوصيات إجراء فحص BOA أو الفحص الفسيولوجي للأطفال الرضع المعرضين للخطر. ولم تُوصِ اللجنة آنذاك باستخدام جهاز معين، رغم نجاح العديد من البرامج في استخدام جهاز الاستجابة السمعية البصري الآلي لفحص حديثي الولادة. وعلى الرغم من الجهود المبذولة والتأييدات، ظل نمو برامج الفحص عالي الخطورة في الولايات المتحدة بطيئًا للغاية. شملت سجلات السمع عالية المخاطر في عام 1984 ما يُقدَّر بـ 15% فقط من حديثي الولادة في البلاد، ومن المرجح أن أقل من نصف هؤلاء الأطفال خضعوا لتقييم السمع. وتمثّلت نقاط الضعف الأخرى في أن نطاق سجل المخاطر المحدود قد يستبعد ما يقرب من 50% من الأطفال الذين يعانون من ضعف السمع.
وجّه الجراح العام سي إيفرت كوب في عام 1989 المسؤولين والمتخصصين في المجال الصحي إلى تكثيف الجهود لتحديد فقدان السمع الخلقي خلال السنة الأولى من الحياة، وهو الذي اشتهر بعمله في مجالات الإجهاض والتبغ والإيدز. وكما قال: "إنها مهمة صعبة، نعم، ولكن إذا عملنا جميعًا معًا، أعتقد أننا قادرون على تحقيقها".
أضافت اللجنة المشتركة الدولية للسمع في عام 1990 ثلاثة عوامل خطر إضافية (الأدوية السامة للأذن، والتنفس الاصطناعي لفترات طويلة، والسمات المرتبطة بالمتلازمات)، ليصل العدد الإجمالي إلى عشرة عوامل. ورعى النائب جيمس تي والش (جمهوري من نيويورك) أول محاولة لإصدار تشريع فيدرالي من خلال قانون اختبار فقدان السمع لعام 1991. ألزم قانون اختبار فقدان السمع بإجراء فحص سمع لكل طفل يولد في الولايات المتحدة عند الولادة، مع وضع معايير موحدة لهذا الاختبار. وعلى الرغم من إحالة لجنة الطاقة والتجارة لهذا التشريع إلى اللجنة الفرعية، واصل النائب والش الترويج له طوال ذلك العقد، بصفته المؤسس المشارك والرئيس المشارك للجنة الصحة السمعية في الكونجرس. وفي عام 1993، أطلق بيان إجماع المعاهد الوطنية للصحة مفهوم "1-3-6" كمعايير شهرية للفحص والتشخيص والتدخل. وخلال الفترة بين عامي 1993 و1996، أجرى المركز الوطني لتقييم السمع وإدارته في جامعة ولاية يوتا مشروع تقييم السمع في رود آيلاند (RIHAP)، الذي أثبت جدوى استخدام الأحداث السمعية العابرة للفحص الشامل. أقر كل من JCIH وDSHPSHWA في عام 1994 فحص السمع الشامل لحديثي الولادة. وخلصت فرقة عمل الخدمات الوقائية الأمريكية في عام 1996 إلى أن الأدلة غير كافية لتقييم التوازن بين الفوائد والأضرار، مما دفعها إلى تخصيص درجة "I Statement" لفحص السمع عند الأطفال حديثي الولادة.
تشارك جميع الولايات الأمريكية في تنفيذ برامج الكشف المبكر عن السمع والتدخل فيه (EHDI). يُنسب تأسيس مبادرة (EHDI) إلى إقرار قانون صحة الأطفال لعام 2000، والذي تضمن لغة من التشريع المقترح من قبل والش، وأذن لوزير الصحة والخدمات الإنسانية، من خلال مراكز السيطرة على الأمراض والوقاية منها وإدارة الموارد الصحية والخدمات، بإنشاء "برامج وأنظمة تقييم وتدخل فحص السمع للأطفال حديثي الولادة والرضع على مستوى الولاية". منح الكونجرس إدارة الموارد والخدمات الإنسانية سلطة دعم الخدمات على مستوى الولاية، ومراكز السيطرة على الأمراض والوقاية منها سلطة تقديم المساعدة الفنية لإدارة البيانات والبحوث التطبيقية. بالإضافة إلى ذلك، قدّم المعهد الوطني للصمم واضطرابات التواصل الأخرى التابع للمعاهد الوطنية للصحة السلطة لمواصلة برنامج البحث والتطوير بشأن فعالية تقنيات الفحص والتكنولوجيا الجديدة.
وضع بيان موقف (JCIH) لعام 2000 المبادئ والإرشادات الخاصة ببرامج الكشف المبكر عن السمع والتدخل فيه. وفي عام 2006، أدرجت اللجنة الاستشارية التابعة لوزارة الصحة والخدمات الإنسانية بشأن الاضطرابات الوراثية لدى الأطفال حديثي الولادة والأطفال (SACHDNC) سمع الأطفال حديثي الولادة ضمن الحالات التي يجب تضمينها في لوحة الفحص الموحدة الموصى بها (RUSP).
ازدادت الأدلة البحثية، مما دفع فرقة عمل الخدمات الوقائية في الولايات المتحدة (USPSTF) في عام 2007 إلى التوصية بإجراء فحص فقدان السمع لجميع الأطفال حديثي الولادة بدرجة (B). وبحلول عام 2010، سنت 43 ولاية قوانين تشريعية أو أدرجت لغة تنظيمية مكتوبة تتعلق بفحص السمع الشامل للمواليد الجدد.
يُتوقع أن يبدأ العصر الإلكتروني لـ (EHDI) خلال العقد القادم، حيث نشرت لجان التخطيط والتقنية للجودة والبحث والصحة العامة (QRPH) التابعة لدمج مؤسسة الرعاية الصحية سلسلة من الوثائق التقنية. وتعمل هذه الملفات التعريفية على تعزيز التجميع الآلي وتبادل البيانات المتعلقة بـ (EHDI) بين أنظمة المعلومات السريرية والصحة العامة (مثل النتائج، والديموغرافيا، وخطط الرعاية، ومقاييس الجودة). وتحتفظ المكتبة الوطنية الأمريكية للطب بدليل ترميز ومصطلحات فحص حديثي الولادة. لتعزيز وتسهيل استخدام معايير البيانات الصحية الإلكترونية في تسجيل ونقل نتائج اختبار فحص حديثي الولادة. يتضمن ذلك أكواد المفردات والمصطلحات القياسية لـ EHDI، بما في ذلك أسماء ورموز معرفات الملاحظة المنطقية ( LOINC )، والتسمية المنهجية للطب - المصطلحات السريرية (SNOMED CT). لقد أيد المنتدى الوطني للجودة ومراكز الرعاية الطبية والخدمات الطبية واللجنة المشتركة لاعتماد المستشفيات و/أو دعموا اعتماد تدابير الجودة الإلكترونية لـ EHDI. يوفر EHDI-PALS (روابط خدمات طب السمع للأطفال) رابطًا على الويب للمعلومات والموارد والخدمات للأطفال الذين يعانون من فقدان السمع. في عام 2018، وافقت هيئة الصحة المستوى 7 (HL7) على دليل تنفيذ الكشف المبكر عن السمع والتدخل (EHDI) كمعيار معياري.

## الوضع في جميع أنحاء العالم
أجرت مجموعة فحص السمع الدولية لحديثي الولادة والرضع (NIHS) خلال الفترة من 2014 إلى 2019 استبيانًا حول حالة فحص السمع في 196 ولاية حول العالم، حيث تم الحصول على بيانات من 158 ولاية. وتبين أن 64 ولاية لا تُجري الفحص أو تُجريه بمعدل منخفض (ما يعادل 38% من سكان العالم)، بينما في 41 ولاية (تمثل أيضًا 38% من سكان العالم)، يتم فحص أكثر من 85% من الأطفال. وبلغ متوسط مستوى المعيشة في هذه الدول عشرة أضعاف مثيله في الدول التي لا تُجري الفحص، مما قد يُبرز فائدة فحص السمع. فقد بلغ متوسط العمر عند تشخيص اضطرابات السمع 4.6 شهرًا للأطفال الذين خضعوا للفحص، مقارنة بـ 34.9 شهرًا للأطفال الذين لم يخضعوا له.

## روابط خارجية
- مصادر حول فحص السمع عند الأطفال حديثي الولادة من قبل الجمعية الأمريكية لعلم النطق واللغة والسمع
- مصادر حول فحص السمع عند الأطفال حديثي الولادة من قبل هيئة الخدمات الصحية الوطنية في المملكة المتحدة
- ورقة حقائق/مجموعة أبحاث أدوات إعداد التقارير عبر الإنترنت، فحص السمع لدى حديثي الولادة، المعاهد الوطنية للصحة
- بيان الإجماع الأوروبي بشأن فحص السمع عند الأطفال حديثي الولادة 1999.